# バッケンモーツアルト

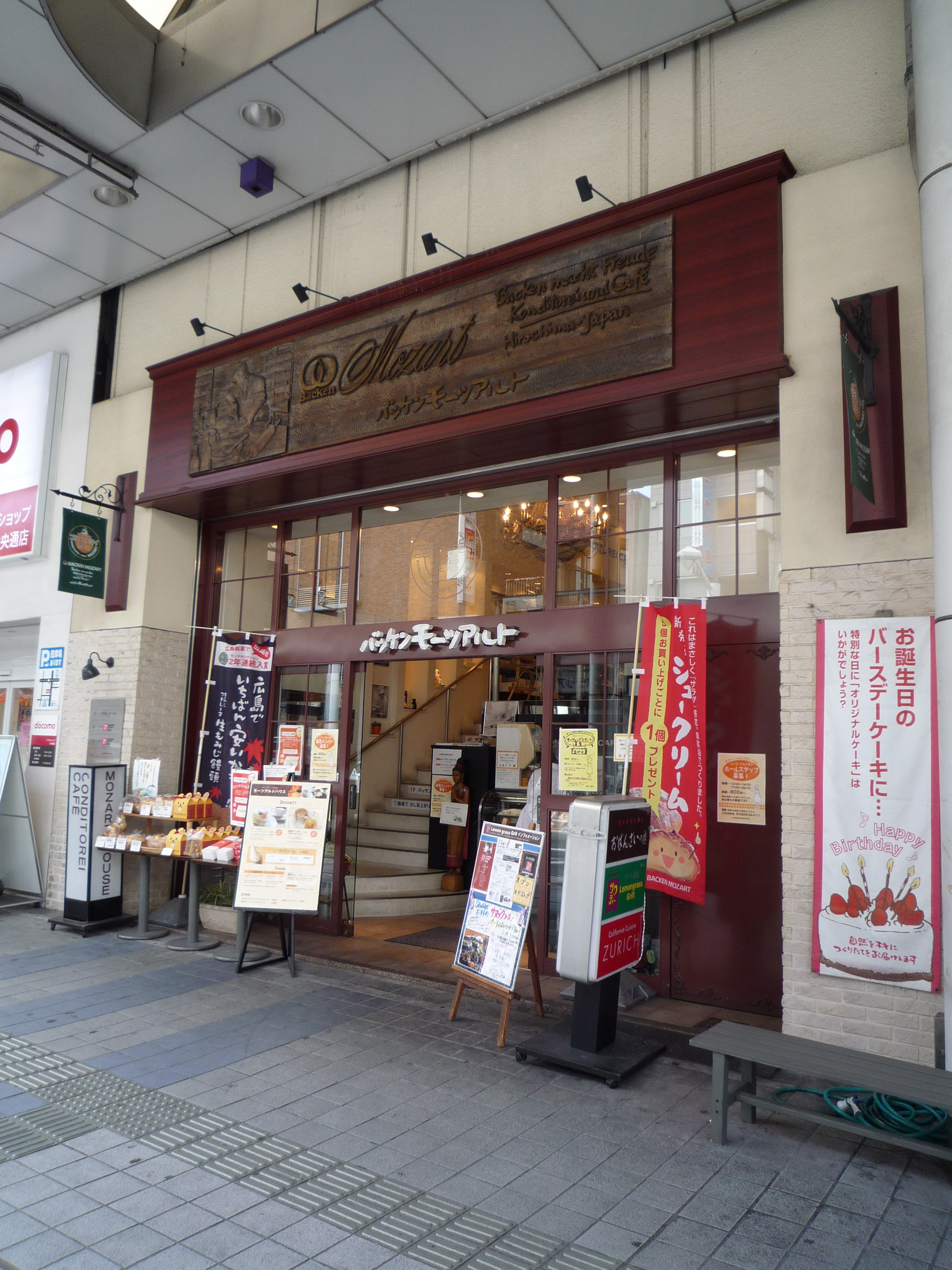
バッケンモーツアルト中央通り本店

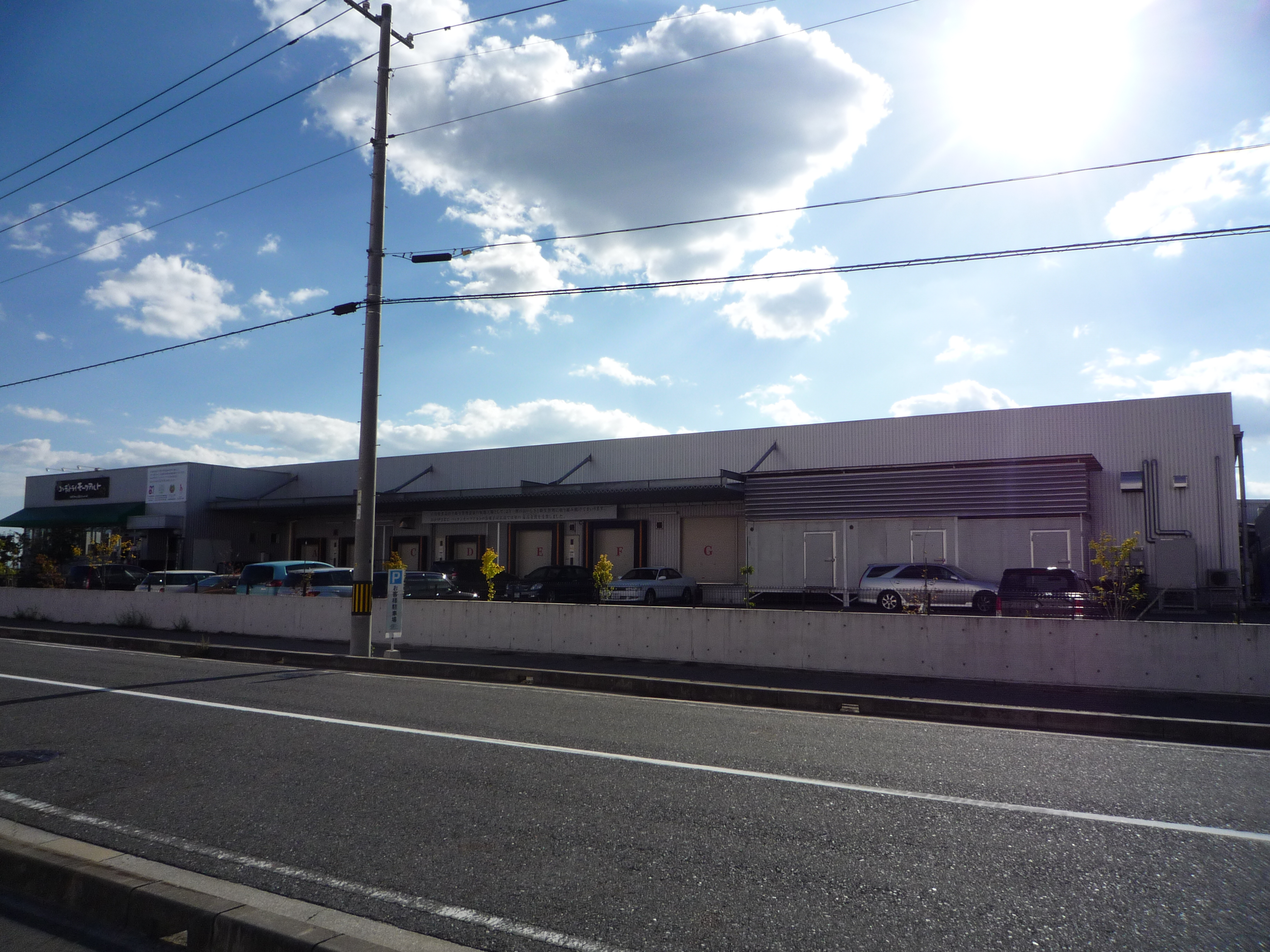
バッケンモーツアルト本社

バッケンモーツアルトは、広島県廿日市市にある菓子製造販売及び喫茶店を運営する会社の商号である。会社名は株式会社モーツアルトである。

## 概要
1974年10月10日に、広島市袋町（現在の広島市中区袋町）に開店した、ドイツ菓子を扱う喫茶店「バッケンモーツァルト」（「ァ」は小文字）が始まりになる。
命名の理由は、ウィーンにある同名のカフェテラスの名前を取って付けられた。開店当初は、手製チーズケーキとコーヒーを名物商品にしていた。
その後、1977年6月に会社組織を設立。その時を創業にしている。
長らく、中央通り本店を本社兼本店にしていたが、2006年4月に廿日市市に本社工場を移転時に本社を移した。

## 扱っている商品
創業時から扱っているドイツ菓子の他、ケーキ・チーズケーキ・クッキー・デザートなど洋菓子を主力にしている。近年は生もみじ饅頭など和菓子の取り扱いも始めている。
モンドセレクションにも、選ばれている菓子もある。

## 販売店
広島市内の35店を初め広島県内に64店。広島県外にも山口県に10店、島根県に1店、岡山県に2店出店している。
また、広島教育会館ホテルチューリッヒ東方2001も運営している。
詳細はショップ案内を参照。

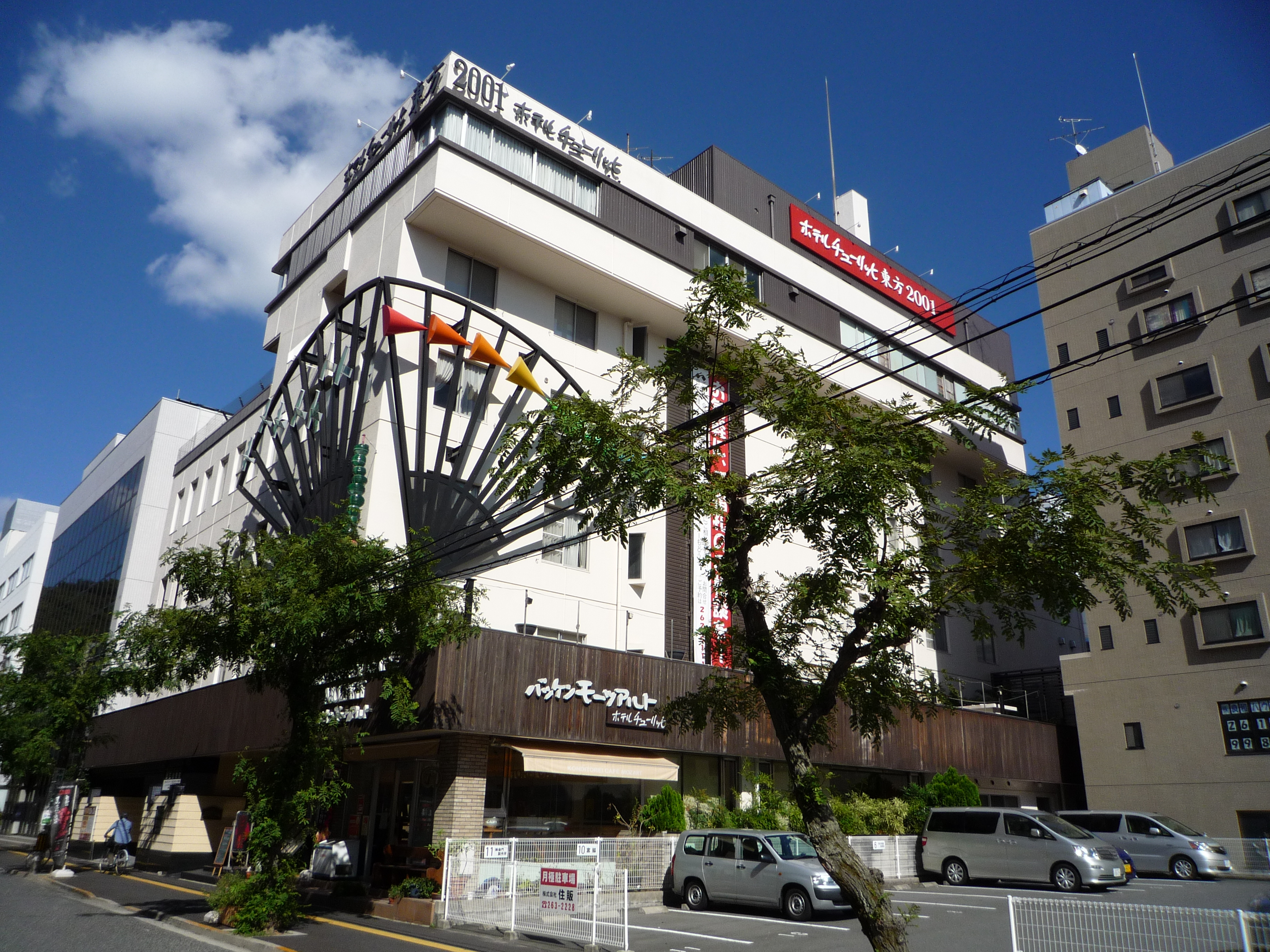
ホテルチューリッヒ東方2001

## その他
バッケンモーツアルトが開店当時、約100m離れた広島市中町（現在の広島市中区中町）に、1974年10月25日に開店したコーヒー専門店「モーツアルト」があった。そのことより、待ち合わせ場所を間違えたり、間違い電話が多いことが、当時の新聞の記事になった。

## 公式サイト
- 自然を材に～バッケン・モーツアルト